# Kuhzer See
Der Kuhzer See ist ein Faltensee in der Gemeinde Boitzenburger Land in der Uckermark.

## Lage

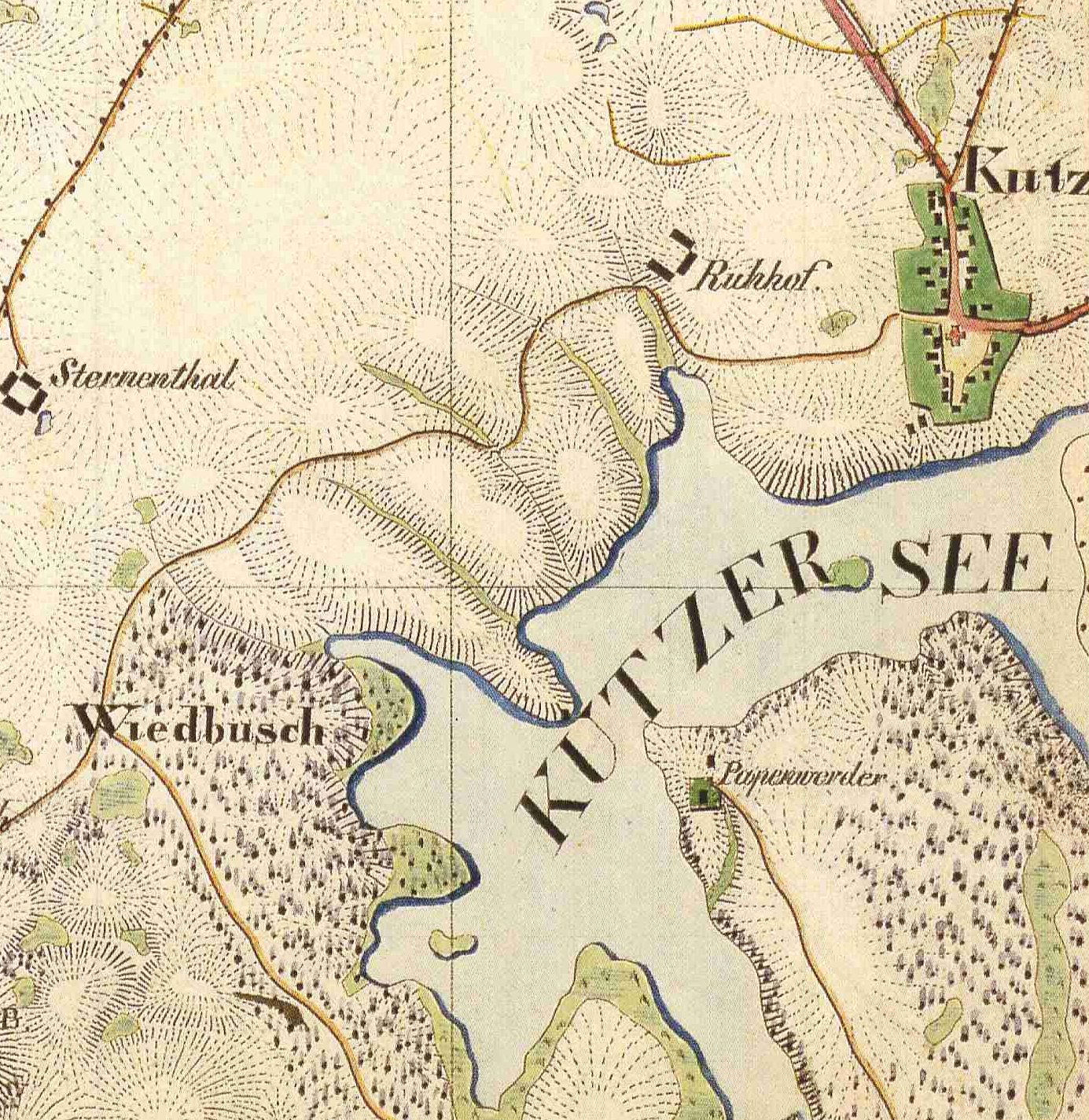
Kuhzer See, nördlicher Teil, Urmesstischblatt von 1825

Der See legt südlich von Kuhz, westlich von Haßleben zwischen Templin und Prenzlau.

## Naturräumliche Beschreibung
Der See ist etwa 220 Hektar groß und bis zu neun Meter tief. Er speist einen der langen Bäche zum Havelzufluss Templiner Gewässer, hat aber keine direkte Verbindung zu anderen Seen. (Der nächste See ist der etwa ein Kilometer entfernte Große Trebowsee.)
Der Kuhzer See ist in mehrere längliche Arme (Lanken) mit Buchten gegliedert: Schulzenort (nordöstliche Bucht), Schwalbenlanke (Süden), Fauler See, Mittenwaldsche Lanke (Süden), Prediger Lanke und Haßlebensche Lanke (Südosten).
Der Kuhzer See ist der einzige Faltensee in der Uckermark. Dieser sehr seltene Seentyp entstand in der Eiszeit durch Zusammenschieben von vorherigen Grundmoränen durch zeitlich spätere Gletscher.
Im Kuhzer See gibt es zahlreiche Fischarten, wie Karpfen, Aale, Zander, Barsche und einige Weißfischarten. Das Ufer ist meist von Schilf bewachsen, es wachsen dort einige seltene Pflanzen.

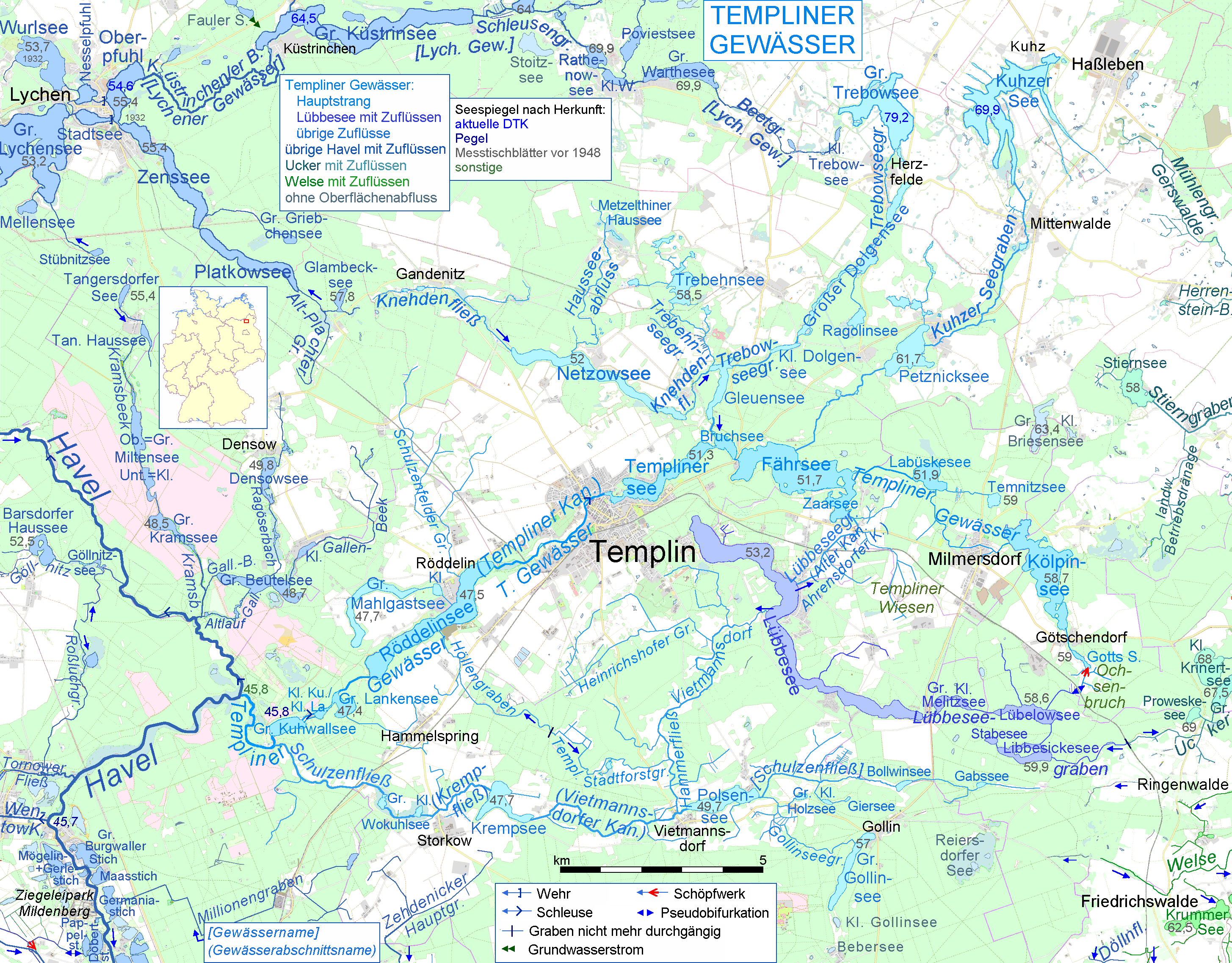
Kuhzer See mit Abflussweg zum Templiner Gewässer

## Geschichte
Der See entstand in der Eiszeit.
Von 1239 ist eine Erwähnung als Güds erhalten, früher  als das gleichnamige Dorf. Im 13. und 14. Jahrhundert stand auf einer Halbinsel bei Kuhz eine kleine Turmhügelburg (ca. 20 m × 40 m), in der die Herren von Kuhz saßen (1292 Johannes de Kouz).
Zu DDR-Zeiten gab es in Haßleben die größte Schweinemastanlage des Landes, deren Ausflüsse den Kuhzer See so stark beeinträchtigten, dass dieser zeitweise umkippte.